# زیبوتنتان
زیبوتنتان (به انگلیسی: Zibotentan) یک ترکیب شیمیایی با شناسه پاب‌کم ۹۹۱۰۲۲۴ است.